# Иоанникий (Мичович)
Митрополи́т Иоанни́кий (серб. Митрополит Јоаникије, в миру Йо́ван Ми́чович, серб. Јован Мићовић; 20 апреля 1959, село Велимле, община Никшич) — епископ Сербской православной церкви, митрополит Черногорско-Приморский, священноархимандрит (настоятель) Цетинского монастыря

## Биография

### Детство и образование
Родился 20 апреля 1959 года в черногорском селе Велимле, местность Баняни, в семье Савы и Видосавы Мичович, урождённой Копривицы. Его брат Младен был адвокатом и многолетним членом Правового совета Черногорско-Приморский митрополии. Другой брат — профессор Момчило Мичович, специалист в области сербского языка и литературы. Всего в семье было шестеро детей.
Начальную школу окончил в родном селе, а гимназию — в городе Никшиче. Изучал философию на философском факультете в Белградского университета, и здесь же в 1990 году закончил богословский факультет.

### Монашество и епископство
30 октября 1990 года был пострижен в монашество в монастыре Челия-Пиперска.
7 февраля 1991 года был рукоположён в сан иеродиакона, а 17 февраля — в сан иеромонаха и назначен настоятелем монастыря Савина в городе Херцег-Нови.
С 1 сентября 1992 года — наместник Цетинского монастыря, преподаватель и главный воспитатель новообразованной Духовной семинарии святителя Петра Цетинского.
В сентябре 1995 года стал протосинкеллом и исполняющим обязанности ректора Цетинской духовной семинарии.
14 мая 1999 года на заседании Архиерейского собора Сербской православной церкви был избран епископом Будимлянским, викарием Черногорско-Приморской епархии с утверждением в должности ректора Цетинской духовной семинарии.
3 июня 1999 года в Цетинском монастыре был хиротонисан во епископа Будимлянского. Хиротония совершена патриархом Сербским Павлом в сослужении митрополита Черногорского Амфилохия (Радовича) и ещё 12 архиереев. В Цетине владыка Иоанникий и возглавляемая им семинария неоднократно подвергались преследованию со стороны приверженцев раскольничьей «Черногорской православной церкви» (ЧПЦ), возглавляемой бывшим священником Мирашем Дедеичем.
В апреле 2001 года с группой цетиньских семинаристов посещал Россию, где в Даниловом монастыре был принят патриархом Московским и всея Руси Алексием II.
В мае 2001 года назначен администратором, а в мае следующего года правящим архиереем восстановленной самостоятельной Будимлянско-Никшичской епархии; интронизация состоялась 4 августа 2002 года в монастыре Джурджеви Ступови.
От имени Сербской православной церкви сопровождал десницу святого Иоанна Крестителя из Москвы в Нижний Новгород. Как член делегации города Берана принимал участия в деятельности по установлению статуса городов-побратимов с городом Костромой в 2005 году и внёс вклад в сотрудничество между городами.
Инициировал в епархии восстановление и строительство более 50 храмов и монастырей, в которых ввёл общежительный или скитский устав.
В 2005—2007 годах был членом Священного синода Сербской православной церкви. Посещал Москву с 27 февраля по 3 марта 2006 года в составе делегации Синода СПЦ, были приняты Алексием II.
14 марта 2015 года во исполнение решения Архиерейского синода СПЦ от 12 марта 2015 года временное управление Милешевской епархией было передано епископу Будимлянско-Никшичскому Иоанникию.
Вечером 12 мая 2020 года после крестного хода на праздник святителя Василия Острожского Иоанникий и семеро священников кафедрального собора города Никшича были задержаны черногорской полицией на 72 часа. В ночь на 16 мая были выпущены.

### Митрополит Черногорско-Приморский

#### Избрание и интронизация
Архиерейским собором СПЦ, проходившим в конце мая 2021 года, избран митрополитом Черногорско-Приморским.
5 сентября 2021 года патриархом Сербским Порфирием в сослужении епископа Крушевацкого Давида (Перовича) и собора духовенства настолован в Цетинском монастыре. Иоанникий и патриарх были доставлены в Цетине военным вертолётом под охраной спецназа полиции. Церемония сопровождалась начавшимися ещё в августе протестами жителей Цетине, которых поддержал президент страны Мило Джуканович: протестующие полагали место проведения интронизации митрополита Сербской церкви посягательством («оккупацией») на культурно-государственную независимость страны со стороны СПЦ и Сербии. Полиция применяла слезоточивый газ и другие средства для прорыва блокады. Мило Джуканович в тот же день осудил действия иерархии СПЦ и назвал произошедшее «пирровой победой» правительства Здравко Кривокапича, пришедшего в 2020 году к власти на волне протестных акций СПЦ. В свою очередь, премьер Здравко Кривокапич назвал случившееся «попыткой террористических акций»; сопровождавшие интронизацию беспорядки и насилие вызвали политический кризис в стране. По свидетельству президента Сербии Александра Вучича, МВД и правительство Черногории непосредственно перед 5 сентября рекомендовали не проводить интронизацию в Цетине, но патриарх Порфирий и Иоанникий настояли на своём и премьер был вынужден уступить.

## Награды
- Медаль святителя Филарета Московского l степени (Московская духовная академия, 2019 год)[20]
- Национальная премия «Имперская культура» имени Эдуарда Володина (2021 год)[21]